# 香港體檢
香港體檢及醫學診斷集團有限公司，簡稱香港體檢及醫學診斷集團，前身為香港體檢及醫學診斷控股有限公司，香港體檢及醫學診斷控股，以及香港體檢（英語：Hong Kong Health Check and Laboratory Holdings Company Limited，港交所除牌時0397.HK），在2006年10月27日，從星虹控股有限公司更名而來，該公司前身為「康健醫療科技控股有限公司」。
業務主要經營醫學造影儀器及檢查設施，屬於康健國際投資有限公司旗下公司，但在2010年1月26日，由中國保綠資產投資有限公司（君陽太陽能電力投資有限公司前身）取代上市之前，中國民營企業家白亮和有關人士，進行收購本公司股權，並把私人持有經營太陽能業務注入公司，而原有業務進行購回50%給母公司。

## 連結
- HKHC.com.hk （页面存档备份，存于）